# Ezüstpart Expressz
Az Ezüstpart expresszvonat egy Miskolc és Fonyód között a nyári szezonban irányonként napi egy indulással közlekedő "fürdős" vasúti járat.

## Történet
2013-as nyári szezonban indult el az első járat Miskolc-Tiszairól Balatonszentgyörgyig és Érd felsőn is megállt.
2014-es nyári szezontól a vonat meghosszabbított útvonalon Keszthelyig közlekedik, és már nem áll meg Érd felsőn.
2015-ben a vonat csak ebben a szezonban megáll Érd alsón.
2019-es nyári szezontól a vonat ismét Balatonszentgyörgyig közlekedik, valamint a Budapest–Hatvan-vasútvonal felújítása miatt kerülő útirányon közlekedik Hatvan, Jászberény éintésével közlekedett. Ettől az évtől a vonat már IC kocsit is továbbít, amibe az IC pót,-és helyjegy váltása kötelező.
2020-as nyári szezonban a vonat Sátoraljaújhelyig lett meghosszabítva.
2021-es szezontól a vonat már csak Miskolc-Fonyód viszonylatban közlekedik.
2023-tól a vonat 1. osztályú kocsit is továbbít.

## Útvonal
A vonat Miskolc-Tiszairól indul Füzesabony, Hatvan, Budapest-Kelenföld és Székesfehérvár érintésével közlekedik. A vonatot általában a MÁV 480 sorozatú villamosmozdony húzza.

## Megállóhelyei
| Megállóhelyek            |
| ------------------------ |
| 1. Miskolc-Tiszai        |
| 2. Nyékládháza           |
| 3. Mezőkövesd            |
| 4. Füzesabony            |
| 5. Kál-Kápolna           |
| 6. Vámosgyörk            |
| 7. Hatvan                |
| 8. Aszód                 |
| 9. Gödöllő               |
| 10. Budapest-Kelenföld   |
| 11. Székesfehérvár       |
| 12. Balatonaliga         |
| 13. Balatonvilágos       |
| 14. Szabadisóstó         |
| 15. Siófok               |
| 16. Balatonszéplak felső |
| 17. Zamárdi              |
| 18. Szántód              |
| 19. Balatonföldvár       |
| 20. Balatonszárszó       |
| 21. Balatonszemes        |
| 22. Balatonlelle felső   |
| 23. Balatonlelle         |
| 24. Balatonboglár        |
| 25. Fonyódliget          |
| 26. Fonyód               |

## Vonatösszeállítás
Vonatösszeállítás 2025. június 21-étől:
| Kocsiszám | Típus                          |
| --------- | ------------------------------ |
|           | MÁV 480 villanymozdony         |
| 10        | START Bpmee                    |
| 9         | START Bpmee                    |
| 8         | START Bpmee                    |
| 7         | START Bpmee                    |
| 6         | START Bpmee                    |
| 5         | START Bpmee                    |
| 4         | START BDd (Kerékpárszállító)   |
| 4         | START Ddmee (Kerékpárszállító) |
| 3         | START Apee                     |
| 2         | START Apee                     |
| 1         | START BDt                      |

| Kocsiszám | Típus                          |
| --------- | ------------------------------ |
|           | MÁV 480 villanymozdony         |
| 1         | START BDt                      |
| 2         | START Apee                     |
| 3         | START Apee                     |
| 4         | START Ddmee (Kerékpárszállító) |
| 4         | START BDd (Kerékpárszállító)   |
| 5         | START Bpmee                    |
| 6         | START Bpmee                    |
| 7         | START Bpmee                    |
| 8         | START Bpmee                    |
| 9         | START Bpmee                    |
| 10        | START Bpmee                    |